# Sonntagsrückfahrkarte

Sonntagsrückfahrkarte in der DDR, 1965

Die Sonntagsrückfahrkarte war eine spezielle Eisenbahn-Fahrkarte für eine ermäßigte Hin- und Rückfahrt mit Gültigkeit an Sonntagen (später auch an Samstagen, für Schichtarbeiter danach auch an allgemeinen Wochentagen). Sie wurde 1896 bei den Preußischen Staatsbahnen erstmals ausgegeben. Anfang der 1990er Jahre wurde sie nach 95 Jahren endgültig durch andere Ermäßigungen ersetzt.

## Geschichte

### Einführung und bis zum Zweiten Weltkrieg
Da an Sonn- und Feiertagen die Personenzüge nur schwach ausgelastet waren, erstrebten verschiedene Privatbahnen eine Steigerung der Fahrgastzahlen durch Ausgabe preisermäßigter Fahrkarten. Dazu wurde die Sonntagsrückfahrkarte (damals „Sonntagskarte“ genannt) mit einer Preisermäßigung von 50 % in Preußen erstmals bei verschiedenen Privatbahnen eingeführt. Mit der Verstaatlichung gingen diese in die einzelnen Direktionsbezirke über. 1896 wurde mit zwei Ministerialerlässen das Verfahren einheitlich für die Preußisch-Hessischen Staatsbahnen geregelt.
Beliebt war die Sonntagsrückfahrkarte unter anderem bei städtischen Arbeiterfamilien, die das Angebot für Sonntagsausflüge in die Natur nutzten. Der Volksmund nannte sie daher bald auch „Wanderkarten“. So profitierten neben der Eisenbahn unzählige Ausflugslokale und Sehenswürdigkeiten von diesem Angebot.
Bis zur Einführung eines einheitlichen Personen- und Gepäcktarifs der deutschen Länderbahnen am 1. Mai 1907 hatte außer Preußen nur die Großherzoglich Mecklenburgische Friedrich-Franz-Eisenbahn diese Idee aufgegriffen, später folgte Oldenburg. 1916 wurde mit Ausnahme von 15 Verbindungen in Mecklenburg die Ausgabe der Sonntagsrückfahrkarten eingestellt und am 1. Juli 1921 durch die Deutsche Reichsbahn wieder aufgenommen. Ab diesem Zeitpunkt wurde die Sonntagsrückfahrkarte, zunächst nur ausgehend von großen Städten und für einen Umkreis von maximal 60 Kilometern, zu einem Drittel unter dem Normaltarif angeboten. Das Angebot wurde in den folgenden Jahren ständig erweitert. So weist das Verzeichnis der Sonntagsrückfahrkarten von Berlin im Jahr 1938 fast 250 mögliche Zielbahnhöfe auf. Ab dem Frühjahr 1924 wurde den Reichsbahndirektionen die Möglichkeit eingeräumt, die Angebote selbst zu gestalten. So war es jetzt vielerorts möglich, Sonntagsrückfahrkarten für die 2. Klasse zu bekommen, und die Entfernungsgrenzen wurden heraufgesetzt. Die Verkehrsauslastung der Züge an den Wochenenden konnte so deutlich gesteigert werden. Ab 15. April 1926 war die Benutzung von Eilzügen möglich und für die Rückreise wurde auch der Montag zugelassen, allerdings dann ohne Fahrtunterbrechung, um Missbrauch durch Geschäftsreisende einzuschränken.
Die Nachfrage nach Sonntagsrückfahrkarten entwickelte sich so stark, dass viele Züge an den Wochenenden bereits völlig überfüllt waren. Aus diesem Grunde wurde am 5. April 1927 die Benutzung von Schnellzügen (gegen Zahlung des vollen Zuschlags) zunächst probeweise und ab 1. Mai 1929 allgemein freigegeben. Allerdings blieb es den Reichsbahndirektionen freigestellt, einzelne Züge davon auszuschließen. Ab dem 1. Oktober 1930 war auch die Rückfahrt schon am Sonnabend möglich und es gab nun vergleichbare Angebote ebenso an Mittwoch-Nachmittagen; sie galt dann von Mittwoch 12 Uhr bis Donnerstag 3 Uhr. 1931 gab es im Gesamtbereich der Reichsbahn rund 60000 Verbindungen, für die Sonntagsrückfahrkarten ausgegeben wurden, in einzelnen Direktionen waren es bis zu 5600.
Ab dem 4. Oktober 1936 wurde die Geltungsdauer nochmals erweitert. Die Karten galten nun an den Wochenenden von Samstag 12 Uhr bis Montag 12 Uhr. Auch die Benutzung der zuschlagpflichtigen Eil-, Schnell-, FD- und FFD-Züge war möglich. Allerdings musste der entsprechende Zuschlag gezahlt werden. Der Zweite Weltkrieg beendete diese Entwicklung.

### Nach dem Zweiten Weltkrieg bis zur Abschaffung
Nach dem Krieg wurden bei den deutschen Eisenbahnen wieder Sonntagsrückfahrkarten ausgegeben. Nach dem Zweiten Weltkrieg wurden die Tarifbestimmungen teilweise geändert, insbesondere wurde in den 1960er Jahren mit der Einführung der Fünf-Tage-Woche der Sonnabend komplett mit in die Geltungsdauer einbezogen. Außerdem wurden sämtliche Verbindungen bis zu einer Entfernung von 100 km für Sonntagsrückfahrkarten freigegeben, dagegen die Zahl der Verbindungen über 100 km auf wenige Ausnahmen reduziert. Nach dem Wegfall der 3. Wagenklasse wurden auch Sonntagsrückfahrkarten für die 1. Wagenklasse ausgegeben. Die Geltungsdauer wurde von Sonnabends 0 Uhr bzw. 11 Uhr des Tages vor dem Feiertag bis 3 Uhr des Tages nach dem Wochenende/Feiertag erweitert. Für Fahrten an Mittwochen wurden keine Rückfahrkarten mehr ausgegeben. Jedoch konnten Schichtarbeiter, die regelmäßig an normalen Wochenenden arbeiten mussten, ersatzweise sogenannte Schichtarbeiterrückfahrkarten an beliebigen anderen Wochentagen erhalten.
Anfang der 1970er Jahre wurden bei der Deutschen Bundesbahn Sonntagsrückfahrkarten nur auf bestimmten, durch Aushang auf den Bahnhöfen bekanntgegebenen Verbindungen ausgegeben. Teilweise galten sie bei der Bundesbahn als Wanderkarten für Hin- und Rückfahrt zu verschiedenen Bahnhöfen, zwischen denen Wanderstrecken lagen. Die Motorisierung der Bevölkerung in der Bundesrepublik Deutschland führte zu einer Abwanderung der Reisenden von der Eisenbahn, so dass von dem Angebot in den 1980er Jahren nur noch Ausflugskarten für einige ganz bestimmte Verbindungen übrig blieben, die bald ganz aus dem Angebot gestrichen wurden.
In der DDR blieb die Sonntagsrückfahrkarte erhalten und wurde erst Anfang der 1990er Jahre nach der Deutschen Wiedervereinigung abgeschafft. Sie war für jedermann erhältlich und gewährte eine Ermäßigung von 33 1/3 Prozent für Fahrkarten für beliebige Relationen bis zu 100 Kilometern und für ausgewählte Verbindungen, insbesondere Verbindungen zwischen einzelnen Großstädten, wie zwischen Leipzig und Dresden, auch darüber hinaus. Sie galt von Sonnabend 0 Uhr bis Montag 3 Uhr sowie vom Tag vor einem gesetzlichen Feiertag 11 Uhr bis zum Tag nach einem gesetzlichen Feiertag 3:00 Uhr. Den gleichen Ermäßigungssatz gab es für Schichtarbeiterrückfahrkarten auf Antrag, die – je nach Antrag – auch an anderen Wochentagen galten. Auch bei der DR gab es in ausgewählten Relationen Wander-Sonntagsrückfahrkarten, wo am Ausflugsziel eine Wanderstrecke zwischen zwei Bahnhöfen zurückgelegt werden konnte.

### Ausgabeformat
Charakteristisch für die Sonntagsrückfahrkarte, die in der Regel als Edmondsonsche Fahrkarte vorgehalten wurde, war über die gesamte Ausgabezeit der blaue senkrechte Mittelstreifen, sofern es sich nicht um eine Übergangskarte von der 3. auf die 2. Klasse handelte. Im letzteren Fall zog sich ein blauer Balken von links unten nach rechts oben. Verwendet wurde sie bei der Deutschen Reichsbahn in der DDR mit handschriftlicher Kennzeichnung jedoch auch für weitere Sonderfahrkarten. Standen keine Karten mit blauem Streifen zur Verfügung, wurden einfarbige verwendet.